# اکسل دروازه‌ای

مقایسهٔ اکسل دروازه‌ای و اکسل معمولی.

اَکسِل دروازه‌ای (به انگلیسی: Portal axle) یک فناوری در خودروهای بیابانی است که در آن میلهٔ اکسل (محور) بالاتر از توپی (بخش میانی) چرخ قرار گرفته‌است.
بهره‌گیری از این گونه اکسل باعث بالاتر قرار گرفتن شاسی خودرو از زمین می‌شود تا بدین‌وسیله احتمال برخورد کف خودرو با زمین کم‌تر شود.
از این فناوری در ساخت خودروهای بیابانی مانند مرسدس بنز یونیماگ استفاده می‌شود.